# Annona nanofruticosa
Annona nanofruticosa là loài thực vật có hoa thuộc họ Na. Loài này được Herzog mô tả khoa học đầu tiên năm 1909.